# Rūta Gajauskaitė (Eiskunstläuferin)

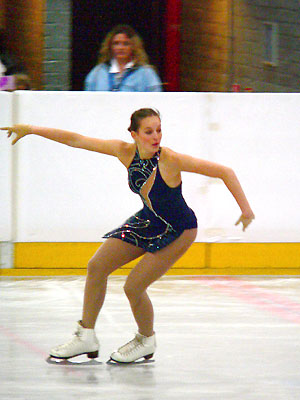
Rūta Gajauskaitė (2006)

Rūta Gajauskaitė (* 22. Januar 1989 in Kaunas, Litauische SSR, Sowjetunion) ist eine litauische Eiskunstläuferin. Sie war litauische Meisterin 2006. Ihre Trainerin ist die Mutter von Povilas Vanagas. Seit 1994 besuchte sie die Sportschule Baltų Ainiai. 2007 nahm Rūta Gajauskaitė am Schönheitswettbewerb Miss Litauen teil und gelangte mit 14 anderen Teilnehmerinnen ins Finale.

## Ergebnisse
| Veranstaltung                     | 2002–2003 | 2003–2004 | 2004–2005 | 2005–2006 | 2006–2007 |
| --------------------------------- | --------- | --------- | --------- | --------- | --------- |
| Europameisterschaften             |           |           |           | 32.       | 37.       |
| Juniorenweltmeisterschaften       |           | 46.       | 21. Q     | 22. Q     |           |
| Litauische Meisterschaft          | 2.        | 2.        | 2.        | 1.        |           |
| ISU Junior Grand Prix Niederlande |           |           |           |           | 26.       |
| ISU Junior Grand Prix Ukraine     |           |           | 23.       |           |           |
| Warsaw Cup                        |           |           |           | 10. J     |           |
| European Youth Olympic Days       |           |           | 15. J     |           |           |

- J = Junior; Q = Qualifikation